# Geprüfter Fremdsprachenkorrespondent
Geprüfter Fremdsprachenkorrespondent ist in Deutschland ein öffentlich-rechtlich anerkannter Weiterbildungsabschluss gemäß Berufsbildungsgesetz. Die bundeseinheitliche Prüfung erfolgt auf Grundlage einer besonderen Rechtsverordnung vor dem Prüfungsausschuss einer Industrie- und Handelskammer (IHK). Um zur Prüfung zugelassen zu werden, müssen bestimmte Bedingungen erfüllt werden. Die am häufigsten geprüften Sprachen sind Englisch, Französisch und Spanisch. In den Bundesländern Bayern und Berlin wird die Ausbildung zum staatlich geprüften Fremdsprachenkorrespondenten angeboten. Im Bundesland Rheinland-Pfalz wird eine staatlich genehmigte Ausbildung angeboten. Diese schulische Ausbildung erfolgt auf Rechtsgrundlage der jeweiligen Kultusministerien.

## Berufsbild
Fremdsprachenkorrespondenten bearbeiten kaufmännische Aufgaben in ihrer Muttersprache und in mindestens einer Fremdsprache. Dazu zählen das Führen von Schriftverkehr, Übersetzungen, die mündliche Kommunikation in den Fremdsprachen sowie allgemeine Bürovorgänge, die sich aus den Auslandskontakten einer Firma ergeben.
Der Beruf des Fremdsprachenkorrespondenten ist eine Alternative zur Ausbildung als Bürokaufmann. Fremdsprachenkorrespondenten sind in erster Linie für international ausgerichtete Unternehmen der unterschiedlichsten Wirtschaftsbereiche tätig, z. B. Produktions-, Handels- oder Dienstleistungsunternehmen oder auch für internationale Unternehmen und Behörden mit Auslandskontakten. Sie haben ein abwechslungsreiches Aufgabengebiet und arbeiten meist in der Assistenz von Führungskräften, in der Projektarbeit oder im Sekretariat.
Neben Großunternehmen benötigen viele mittlere und kleinere Unternehmen in Deutschland fremdsprachlich geschulte Mitarbeiter. Oft haben Fremdsprachenkorrespondenten eine Vertrauensposition.

## Zulassungsvoraussetzungen
Für die staatlichen Ausbildungsangebote in Bayern, Berlin und Rheinland-Pfalz ist der Mittlere Schulabschluss ausreichend.
Für die IHK-geprüften Angebote wird nur zugelassen, wer bereits einen anerkannten kaufmännischen, verwaltenden oder dienstleistenden Ausbildungsberuf sowie fremdsprachliche Kenntnisse und Fertigkeiten nachweist. Alternativ kann auf anderem Wege nachgewiesen werden, dass die erforderlichen Kenntnisse vorhanden sind. Das können Zertifikate von anerkannten Lehrgängen sein.
Der Regelweg zur Zusatzqualifikation Fremdsprachenkorrespondent führt über eine kaufmännische Ausbildung, zum Beispiel die des Kaufmännischen Assistenten Fremdsprachen.

## Prüfungsinhalte
Die Prüfung gliedert sich in die drei Teilbereiche Übersetzung, Korrespondenz und mündliche Kommunikation.
Im Teilbereich Übersetzung ist ein fremdsprachiger Text von ungefähr 1200 Zeichen in die deutsche Sprache zu übersetzen. Ein weiterer Text derselben Länge muss in die Fremdsprachen übersetzt werden. Beide Texte sind wirtschaftsbezogen und erfordern daher besondere Vokabelkenntnisse.
Im Handlungsbereich Korrespondenz wird das Verfassen von Anfragen, Angeboten und Aufträgen in der Fremdsprache abgenommen. Ergänzend muss ein fremdsprachiger wirtschaftlicher Text auf Deutsch zusammengefasst werden.
Der Handlungsbereich Mündliche Kommunikation wird nur abgenommen, wenn die Handlungsbereiche Übersetzung und Korrespondenz bestanden wurden. Dazu gehören ein Gespräch in der Fremdsprache über wirtschaftsbezogene Themen sowie ein Geschäftstelefonat in der Fremdsprache über einen Sachverhalt, der zuvor in einem deutschen Text dargelegt wurde. Die mündliche Prüfung dauert etwa 30 Minuten.
Die Prüfungsinhalte bei den staatlichen Ausbildungen richten sich nach den jeweiligen Prüfungsordnungen der Länder.

## Einsatzbereiche von Fremdsprachenkorrespondenten
Nach erfolgreichem Bestehen der Prüfung haben Fremdsprachenkorrespondenten eine große Bandbreite an möglichen Berufsfeldern. In der Regel arbeiten Fremdsprachenkorrespondenten im Export- und Importhandel bei international arbeitenden Organisationen oder bei Dienstleistungsunternehmen.
Mit dem erfolgreichen Abschluss zu staatlich anerkannten bzw. geprüften Fremdsprachenkorrespondenteninnen besteht die Möglichkeit, die Ausbildung zum Dolmetscher/Übersetzer an einer staatlich anerkannten Fachakademie abzulegen.